# Puertos de Sejos
Los llamados puertos de Sejos son un conjunto de grandes praderías de la vertiente norte de la sierra del Cordel. Su vegetación predominante es el pastizal y el matorral alpino. Los puertos de Sejos están situados a unos 1300-1600 metros de altitud en Cantabria, España. Es un conjunto fronterizo entre los términos municipales de Polaciones, Tudanca, Los Tojos y Campoo de Suso. Estos dos últimos son copropietarios de una parte de esos pastos en la mancomunidad de Campoo-Cabuérniga, institución deshabitada de régimen municipal creada para el uso de los pastos de verano de estos montes por los vecinos de los municipios citados. La zona se encuentra dentro del parque natural del Saja-Besaya.
La palabra «Sejos» procede del latín saxus («peña»). El lugar se utiliza como pastizal estacional en verano para el ganado (braña) desde, al menos, el siglo IX. En conjunto, esta área inhabitada, agrupada bajo el nombre de «puertos de Sejos», ocupa unas 1300 hectáreas.
Es una zona con gran abundancia de precipitaciones, cercanas a 2000 mm/año. Las temperaturas oscilan entre los 0 °C en invierno y los 14 °C en verano. En sus inmediaciones nacen los ríos Diablo y Bijoz que, al confluir, forman el río Saja.
La zona destaca por su diversidad animal y por complejos megalíticos. Cerca del Collado de Sejos se encuentran unos menhires datados en el año 1500 a. C. La zona también es conocida por la presencia de bloques erráticos, que reflejan el pasado glaciar de la zona y que se conocen popularmente como Cantos de la Borrica, sobre los que hay una gran cantidad de leyendas.

## Sejos en la literatura
- En la novela Peñas arriba, el literato José María de Pereda describe los puertos de Sejos, en su travesía de Reinosa a Tudanca.[1]

«Yo no veía más que una llanura infinita, plagada de costras y tumores; y los monolitos solitarios y dispersos, se me antojaban eruciones de verrugas asquerosas sobre una inmensa piel de leproso», decía el protagonista de «Peñas arriba».
José María de Pereda, Peñas arriba, L. Bonet, ed., y G. Gullón, est. prel., Galaxia Gutenberg-Círculo de Lectores, Barcelona, 2006, cap. II, p, 36).

- A finales del siglo XIX, Rosario de Acuña descansa bajo un viejo haya y nos describe el paisaje que observa a su alrededor:

«Después de subir por una canal del monte Saja, y vencida por la fatiga de aquella marcha a través del bravío bosque, encontré, bajo el copudo ramaje de un haya secular, descanso y frescura. Delante de mí saltaba, sobre peñascos, espumoso torrente. A mis espaldas la selva se ceñía con sus tejidos de robles y acebos a las monstruosas estribaciones del puerto de Sejos. Al otro lado de la cascada una lomera, cubierta de aliagas y brezos, ascendía en vertiginosa pendiente a buscar las más altas cumbres de Palombera.».
Rosario de Acuña, «¿Delirios o intuiciones?», La Campaña, París, 19-4-1898.

- Reseña sobre dólmenes montañeses de Amós de Escalante, en 1899, en el que se alude al dolmen de Abra y en la que se cita una mesa caída.

«... una mesa caída de sus antiguos encajes en el escarpe septentrional de la cuenta, al cual dicen puerto de Sejos.»
Seudónimo:Juan García (Amós de Escalante. 1899.

- En su libro Rutas literarias José María de Cossío cuenta la leyenda de las piedras de Sejos, que estaban destinadas a la construcción del acueducto de Segovia.

«... según esa leyenda, las piedras megalíticas que hay esparcidas en el puerto de Sejos eran parte de las que el Diablo trasladaba a Segovia para levantar el Acueducto, y se le cayeron aquí. ».
José María de Cossío, Rutas literarias, 1960.